# نیل بری
 نیل بری (به انگلیسی: Neill Barry) (زاده ۲۹ نوامبر ۱۹۶۵) بازیگر آمریکایی است.
از فیلم‌های معروف او می‌توان به بازی در فیلم او خیلی دوست داشتنیه، آمیتی‌ویل سه‌بعدی و اطلس شورید: قسمت اول اشاره کرد.